# ドロプス
ドロプス（古希: Δόλοψ, Dolops）は、ギリシア神話の人物である。主に、
- ラムポスの子
- ヘルメースの子

ほか数名が知られている。以下に説明する。

## ラムポスの子
このドロプスは、トロイアー王ラーオメドーンの子ラムポスの子である。ラムポスの子供の中で最も武芸に優れ、特に槍での戦いに長けていた。トロイア戦争におけるトローイア軍の武将の1人で、馬の毛を赤く染めた飾りのついた兜を身に着けて戦った。
トロイアの軍勢がギリシア軍の陣内になだれ込み、大混戦となったとき、ドロプスはギリシア軍の武将メゲースに対して攻撃を仕掛けた。メゲースがクロイスモスを倒し、その武具をはぎ取ろうとしていたからである。ドロプスの槍はメゲースの楯を貫いて相手の体を捉えたが、メゲースの胸当てが槍を阻んだ。ドロプスはメゲースの反撃を受け、兜の飾りを断ち切られた。ドロプスはなおも戦ったが、メゲースを助けに来たメネラーオスに背後から槍を投げられて討たれた。

## ヘルメースの子
このドロプスは、ヘルメースの子である。マグネーシアー地方で死に、海岸に墓が作られた。墓は海上から見ることが出来、アルゴナウタイも航海の途中にドロプスの墓を望み、嵐で数日停泊した際には墓に犠牲をささげた。この故事にちなんで停泊地はアルゴー・アペタイ（「アルゴーの出発」の意）と呼ばれたという。

## その他のドロプス
- クロノスとピリュラーの子で、ケイローンと兄弟[4]
- ギリシア人クリュティオスの子。トロイア戦争でアイシュムノス、アウトノオス、オピテース、アゲラーオス、オロス、ヒッポノオスらとともにヘクトールに討たれた[5]。